# Округ Кас (Индијана)
Округ Кас (енгл. Cass County) је округ у америчкој савезној држави Индијана.

## Демографија
По попису из 2010. године број становника је 38.966, што је 1.964 (-4,8%) становника мање 2000. године.
| Група             | 2000.          | 2010.          |
| Белци             | 36.921 (90,2%) | 32.624 (83,7%) |
| Афроамериканци    | 527 (1,3%)     | 578 (1,5%)     |
| Азијати           | 221 (0,5%)     | 419 (1,1%)     |
| Хиспаноамериканци | 2.905 (7,1%)   | 4.897 (12,6%)  |
| Укупно            | 40.930         | 38.966         |